# Peter Bronsman

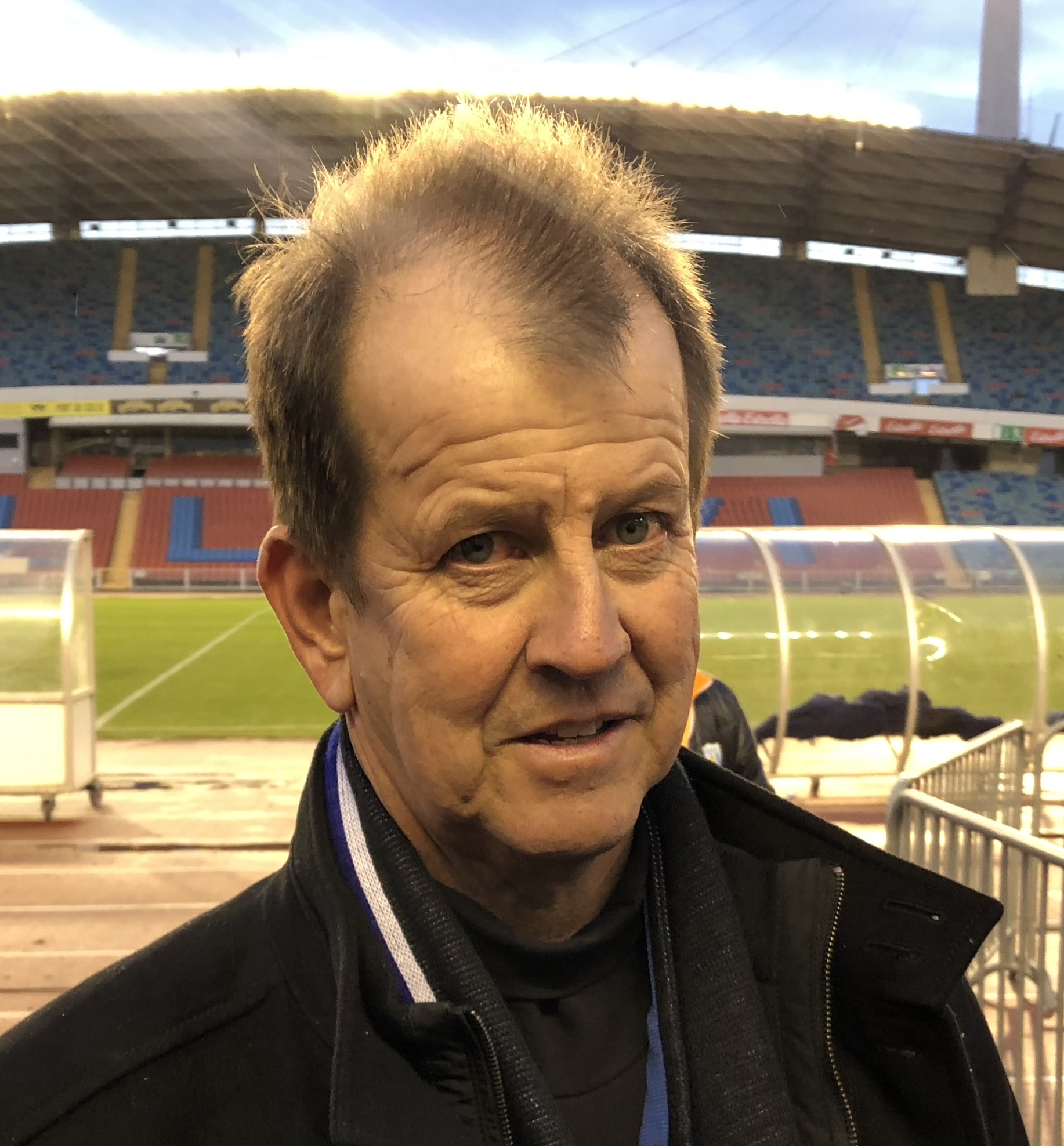
Peter Bronsman i samband med finalen av damallsvenskan 2018.

Peter Gunnar Bronsman, född 11 juli 1963, är en svensk företagsledare som är majoritetsägare, koncernchef och vd för den svenska bryggerikoncernen Kopparbergs Bryggeri AB.
Bronsman var ordförande i föreningen Kopparbergs/Göteborg FC (nuvarande BK Häcken FF), som spelar i damallsvenskan.
1994 startade han och hans bror Dan-Anders Bronsman upp bryggeriet i sin nuvarande form.

## Utmärkelser
- H. M. Konungens medalj i guld av 8:e storleken i Serafimerordens band (Kon:sGM8mserafb, 2022) för betydande insatser inom svenskt näringsliv[2]